# Amor, mentiras y video
Amor, mentiras y vídeo es una serie de televisión  colombiana, producida por Fox Telecolombia para  Canal RCN en 2009. protagonizada por los actores Lorna Paz, Orlando Valenzuela y  Juan Carlos Vargas y actores juveniles Carlos Torres y Francisco Javier Restrepo.

## Sinopsis
Amor, mentiras y vídeo es una historia que gira en torno a Manolo, un adolescente de 15 años que vive en el barrio Los Almendros con su mamá, Ángela, quien ha tenido que ser jefa de hogar tras la partida de su esposo Felipe a España en busca de un mejor futuro para él y su hermano Tomás. En medio de esa nueva vida que quiere darle Felipe a sus hijos, les envía una cámara de video que les cambiará la vida, en especial la de Manolo, quien se refugia en este aparato y en el blog que crea y mantiene a diario con las historias de lo que pasa en su vida, con la banda de música, con los adultos y con el barrio en general, a través de los videos que graba con su cámara. Gracias a esto, Manolo descubre un mundo de expresiones y de historias que harán de este chico un potencial “videografo” de múltiples hechos que se desatarán en los barrios donde se desarrolla esta historia, desplegando su vena artística. Manolo estará acompañado siempre por su amigo Kike, pero a esta dupla se les unirá Betsy, quien completará la necesidad y la exploración de estos jóvenes por la imagen al descubrir las historias que consigna en su diario y que le cuenta a Manolo a través de su blog, pero Betsy entra a este trío de forma virtual, bajo la imagen ficticia de Kelly. Amor, Mentiras y Video también es amor, locura y pasión que veremos reflejado en el naciente amor de Ángela y Gabriel, quienes dudan siempre en demostrar sus sentimientos; en las historias que contará la banda de música de Tomás por medio de sus canciones o en las aventuras de Vanesa por buscar dinero fácil para lograr su sueño de ser modelo, en los amores fugados de Erika buscando borrar de su corazón a Tomás. Veremos también como el dinero lo puede todo y como la amistad se verá opacada cuando Fernando admita que estafó a Gabriel no solo en los negocios, sino enamorando a su esposa Silvia. Es así como se va tejiendo la historia de Amor, Mentiras y Video, donde habrá muchos sentimientos encontrados, la buena energía de los jóvenes que hilarán la historia con temas actuales, que pasan en cualquier familia y que darán mucho de que hablar.

## Elenco
- Lorna Paz- Ángela
- Orlando Valenzuela- Felipe
- Juan Carlos Vargas- Gabriel
- Carlos Torres- Tomas
- Francisco Javier Restrepo- Manolo
- Matilde Lemaitre- Susana
- Astrid Ramírez- Erika
- Estefanía Godoy- Vanesa
- Natalia Durán- Isabel
- Juan Pablo Franco- Fernando
- Bianca Arango- Silvia
- Pedro Mogollon- Julio
- Javier Botero- Kike
- Felipe Calero- Camilo
- Guillermo Olarte- Héctor
- Alejandra Miranda- Maryluz
- Sandra Perdomo- Betsy
- Julián Davila- David
- Liliana Salazar- Dora
- Alexander Gil- Jasón
- Juan Alejandro Gaviria- Álex
- Luis Jherver- Fredy
- Santiago Botero
- María Utrilla